# ميك ميرفي (لاعب كرة قدم)
ميك ميرفي (بالإنجليزية: Michael Murphy)‏ هو لاعب اتحاد الرغبي ولاعب كرة قدم بريطاني، ولد في 30 سبتمبر 1941 في ليفربول في المملكة المتحدة، وتوفي في 17 مارس 2019. شارك مع منتخب ويلز الوطني لدوري الرغبي. أما مع النوادي، فقد لعب مع نادي سانت هلنز ‏.

## وصلات خارجية
- ميك ميرفي على موقع IMDb (الإنجليزية)